# 関根洋祐
関根 洋祐（せきね ようすけ、1945年〈昭和20年〉9月6日 - ）は、日本の地方公務員。新潟県総務部長、同出納長、同副知事、日本海エル・エヌ・ジー専務を歴任。瑞宝中綬章受章。

## 人物・経歴
1970年4月 新潟県庁入庁、1998年 (平成10年) 4月 教育次長、1999年4月 総務部新行政推進室長、2001年4月 川上忠義の後任として総務部長、2003年4月 同職を佐藤衛と交代し川上の後任として出納長、2006年4月 同職を神保和男と交代し高橋正樹と川上の後任として副知事、株式会社新潟国際貿易ターミナル代表取締役社長を兼務、2008年3月 森邦雄を後任に副知事退任。なお小熊博と神保和男は続投した。
同年6月 日本海エル・エヌ・ジー専務取締役、2010年6月 同職退任。2012年6月一般社団法人新潟県友会理事長、2013年6月 新潟県生産性本部会長、2016年6月 ブルボン社外取締役、2018年5月 新潟県友会理事長退任、同月 新潟県生産性本部会長退任。

## 栄典
- 2015年11月 秋の叙勲で地方自治功労により瑞宝中綬章を受章した[7]